# 小野昌朗
小野 昌朗（おの まさお、1947年7月17日 - ）は、レーシングカーデザイナーで(株)ピューズ代表、東京アールアンドデー名誉会長。1969年の大学在学中からレーシングカーの設計を始め、以降1981年東京アールアンドデーの創立に参加するまで数多くのレーシングカーを制作。エバ2A、シグマ、VEMAC、コジマ・KE007、マキ・F101、サード・MC86X/トヨタなどをデザイン。童夢-零RLなどにもかかわる。

## 経歴
1947年、兵庫県で生まれる。
1966年、東京工業大学工学部機械工学科に入学し、自動車部に入部。文化祭に出品するレーシングカーを製作。
大学3年生だった1968年暮れにエバカーズ（コンストラクター）に参加。エバ2Aカンナムのサスペンションを設計し、本格的なレーシングカーの設計に関わる。
1970年に東京工業大学を卒業し、正式にエバカーズに入社する。
1971年にエバカーズを退社しフリーの設計者になる。東京技研、マナ、パシフィックレーシング（いずれもコンストラクター）でレーシングカーを設計。
1972年にシグマオートモーティブ（現在のサード）に入社。富士GC用マシンであるシグマ・GC73、ル・マン24時間レース用マシンであるシグマ・MC73を設計。
1973年、ル・マン24時間レースにシグマMC73マツダが出場し、予選14位、決勝リタイア。小野もル・マン遠征に参加したが、同年の秋頃にシグマを退社。
1973年秋頃にマキF1チームに参加。F1マシンであるマキ・F101のシャシー設計を行う。
1974年にマキF1チームの一員として渡欧し、F1世界選手権に参戦。日本のプライベートF1チームとしてはF1世界選手権への初めての挑戦だった。ハウデン・ガンレイをドライバーとしてイギリスGPと西ドイツGPに出場したが、両方とも予選落ち。
1975年にマキF1チームの一員として渡欧し、F1世界選手権に参戦。鮒子田寛とトニー・トリマーをドライバーとしてオランダGP、イギリスGP、西ドイツGP、オーストリアGP、イタリアGPに出場したが、いずれも予選落ち。ただしノンタイトル戦のスイスGPでは予選を通過し決勝13位。
1975年暮れ、イギリスでマキF1チームの残務処理をしながら新しいF1マシンの設計を進めていたところ、コジマエンジニアリング代表の小嶋松久を紹介される。日本に戻りコジマ・KE007（F1用マシン）などの設計にあたる。
1976年、F1日本GP（日本初のF1レース）にコジマKE007が出場（ドライバーは長谷見昌弘）。“幻のポールポジション”や“奇跡の修復”の末、豪雨の決勝を11位で完走。
1977年、コジマエンジニアリングの一員としてコジマ・KE009（F1マシン）などを設計。
1978年末にコジマエンジニアリングを退社し、童夢に移る。
1979年、ル・マン24時間レース用マシンである童夢・零RLの設計に参加。同年のル・マンで零RLは予選15位と18位を獲得したが、決勝では２台ともリタイア。
1980年、ル・マン24時間レース用マシンである童夢・零RL-80の設計に参加。零RL-80は同年のル・マンで日本製マシンとして初の完走（最下位の25位）を果たす。同年末、童夢を離れ、ハヤシレーシングでマシン設計を行う。
1981年に株式会社東京アールアンドデーに参加。技術担当取締役に就任。
1984年に電気自動車の開発に着手して以降は電気自動車業界で先駆的開発をも多数手がける。
平成21年度環境対応車普及方策検討会 委員。2011年改造型EVの開発事業領域における合弁会社「株式会社stEVe」（スティーヴ）をSIM-Driveと設立。
1991年に株式会社東京アールアンドデー代表取締役社長に就任。2015年社長退任により現職。